# 圣吕奈斯
圣吕奈斯（法語：Sainte-Lunaise，法語發音：[sɛ̃t lynɛz]）是法国谢尔省的一个旧市镇，位于该省中部偏南，属于布尔日区。2019年1月1日，圣吕奈斯并入相邻的科尔夸。

## 地理
圣吕奈斯（46°55'14"N, 2°20'54"E）面积13.95 平方千米，位于法国中央-卢瓦尔河谷大区谢尔省，该省份为法国中部省份，北起卢瓦雷省，西接卢瓦-谢尔省和安德尔省，南至克勒兹省，东南接阿列省，东临涅夫勒省。
与圣吕奈斯接壤的市镇（或旧市镇、城区）包括：阿尔赛、谢尔河畔新堡、科尔夸、拉庞、勒韦、塞吕埃勒。

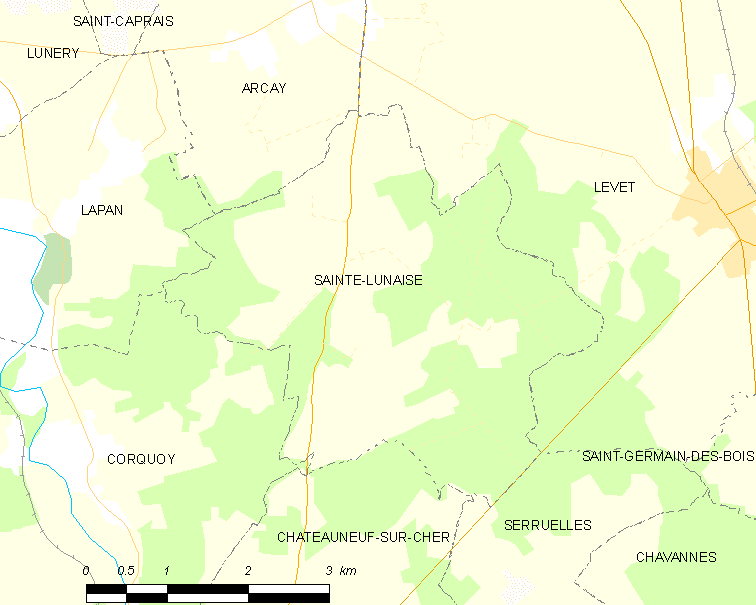
圣吕奈斯的OSM定位图

圣吕奈斯的时区为UTC+01:00、UTC+02:00（夏令时）。

## 行政
圣吕奈斯的邮政编码为18340，INSEE市镇编码为18222。

## 政治
圣吕奈斯所属的省级选区为特鲁伊县。

## 人口

1962-2008年间圣吕奈斯人口变化图示

圣吕奈斯于2015时的人口数量为18人。